# 1,1':3',1'':3'',1'''-四联苯
1,1':3',1'':3'',1'''-四联苯是一种有机化合物，化学式为C24H18，也称间四联苯。3-溴联苯的乌尔曼反应（Ni(COD)2、Me3P催化）、3-溴联苯和联苯-3-硼酸的铃木偶联反应或2,8-二苯基二苯并噻吩的还原脱硫都可以制得1,1':3',1'':3'',1'''-四联苯。